# Coptochirus alternatus
Coptochirus alternatus är en skalbaggsart som beskrevs av Bordat 1989. Coptochirus alternatus ingår i släktet Coptochirus och familjen Aphodiidae. Inga underarter finns listade i Catalogue of Life.